# 悄悄互動日記
《悄悄互動日記》是任天堂3DS的一款通訊用軟體，其特點是使用3DS的悄悄通訊技術來互換日記。2011年12月21日起供免費下載使用，並且預裝在2012年5月以後出廠的3DS中。2013年11月1日，任天堂宣佈因此軟體被人用作收發違反公序良俗的照片，而於即日起停止此軟體的交換日記功能。

## 歷史
悄悄互動日記的前身是任天堂DS預裝的軟體《PictoChat》。
2009年，原計劃於任天堂DSiWare上開發新的通訊軟體，但由於機件所限達不到想要的通訊效果，因此於2010年1月轉向在任天堂3DS上開發。
2011年12月21日起可於日本Nintendo Network免費下載，同年12月22日起於美國、歐洲與澳洲地區的Nintendo Network供免費下載。

### 停止服務
2013年11月1日，任天堂發佈公告指該軟體被人用作傳播違反公序良俗的照片，即日內停止其「悄悄通訊」交換日記功能。同樣的理由，《Flipnote Studio 3D》內的Flipnote Gallery也於當日停止服務。

## 特點
軟體記載日記的方法為使用3DS筆在觸控板上以手繪的形式來記載，之後通過3DS的「瞬間交錯通訊」與「悄悄通訊」技術來交換日記，初期交換日記的方式是使用悄悄通訊技術。內設之功能有：觀看交換日記之繪寫過程、加入3DS相機拍攝之相片、加入約5秒長之錄音。此外，日記能連續記載4張日記，可用作繪寫四格漫畫，日記提供兩種不同深度的繪寫筆，在使用3DS的3D影像功能時便能看出立體視覺。軟體內也有使用金幣購買的文具與信紙。

### 更新
2012年7月5日，軟體更新了六種不同顏色的繪寫筆，但單一日記內只可使用一種顏色。2013年8月11日，軟體更新了多種新功能，包括日記內加入照片、加入5秒長度的錄音、可選擇不同的信紙作日記背景以及單一日記可使用不同的顏色。

### 妮琪
妮琪是《悄悄互動日記》內置作教程用的Mii人物。用戶在初次使用軟體時，其中便內置了由妮琪所繪寫的3封日記，每封共4張日記，供用戶了解如何使用軟體。除此之外，任天堂也通過此角色向用戶發送更新情報以及在特定節日內送出祝賀日記，而這些日記也會出現在瞬間交錯Mii廣場。
妮琪的名字取自日語的羅馬發音「nikki」諧音，而角色的日語假名寫法是以片假名寫成。

## 外部連結
- 《悄悄互動日記》於香港任天堂的介紹頁 （页面存档备份，存于）